# Tomáš Pejpek
Tomáš Pejpek (* 4. prosince 1966 Praha) je český architekt a místní politik, od roku 2014 zastupitel a od roku 2022 náměstek primátora Olomouce, zakladatel a předseda hnutí ProOlomouc.

## Život
Narodil se v roce 1966 v Praze, již od dětství ale žije v Olomouci, přičemž k roku 2022 žil v části Chválkovice. V mládí absolvoval studium na Fakultě architektury ČVUT, přičemž poté pracoval v různých ateliérech, kromě Prahy a Olomouce také v rakouském Linci. V roce 1998 si v Olomouci vybudoval vlastní architektonickou praxi.
Za svou práci byl několikrát oceněn, v roce 2008 získal národní cenu Grand Prix architektů za svůj návrh přestavby olomouckého sila u olomoucké tržnice. V rámci svého působení ve funkci architekta se zaměřuje na městskou zástavbu, konkrétně na obnovu brownfieldů, dopravu a veřejný prostor. V minulosti byl řadu let členem Klubu architektů Olomoucka.
Vedle své architektonické činnosti pracoval také v azylovém domě a v léčebně dlouhodobě nemocných v Ledči nad Sázavou. Je rozvedený, má dvě děti.

## Politické působení
V roce 2014 se jako jeden ze zakladatelů stal předsedou hnutí ProOlomouc. Za hnutí byl poté zvolen zastupitelem města ve volbách v roce 2014, ve volbách v roce 2018 a jako lídr koalice Pirátů a hnutí ProOlomouc i ve volbách v roce 2022. V říjnu 2022 se stal náměstkem primátora poté, co hnutí ProOlomouc s Piráty utvořilo koalici s vítězným hnutím ANO a s místním hnutím spOLečně. Pejpek dostal do gesce odbor strategie a řízení a odbor informatiky a Smart City.
V roce 2016 kandidoval ze 13. místa kandidátní listiny Starostové pro Olomoucký kraj ve volbách do zastupitelstev krajů 2016 do Zastupitelstva Olomouckého kraje, ale nebyl zvolen. Stal se nicméně sedmým náhradníkem. Od roku 2016 byl členem Komise pro kulturu a památkovou péči Olomouckého kraje, ve funkci skončil v roce 2020.